# Izvorna TV
Izvorna TV е босненски музикален телевизионен канал от Босна и Херцеговина, със седалище в град Живинице. Стартира през 2015 г. Излъчва предимно музикални видеоклипове в стил босненската народна музика, турбофолк, севдалинка и други програми, свързани с местната музика и народни традиции. Пускани са песни на бошняшки език, достъпни чрез кабелни системи в Босна и Херцеговина и извън страната, насочени към босненската диаспора.